# Листаль
Листаль (нем. Liestal) — город в Швейцарии, с 1833 года столица кантона Базель-Ланд.
Входит в состав округа Листаль. Расположен вдоль реки Эргольц, к юго-востоку от Базеля. Население составляет 13 128 человек (на 2007 год). Официальный код — 2829.
Впервые упоминается как деревня в 1189 году, в 1305 году перешла к Базельскому епископству, а в 1400 году — к городу Базель. Из достопримечательностей в городе есть ратуша XVI века, церковь Святого Мартина и Верхние ворота. В Листале производят текстиль, химикаты, железные изделия, машины и двигатели.